# Hanna Persson
För andra betydelser, se Hanna Persson (olika betydelser).
Hanna Persson, född 7 maj 1991 i Kristianstad, är en svensk fotbollsmålvakt i AIK Fotboll Damer. Fram till 2010 spelade Hanna för Ovesholms IF, men gick sedan till Kristianstads DFF och stanna där fram till 2015. Under andra halvan av 2015 var Hanna utlånad till norska fotbollsklubben Klepp IL. Den 22 december 2015 presenterades Hanna som damlaget i AIK:s nya målvakt.